# Saint-Auvent
Saint-Auvent är en kommun i departementet Haute-Vienne i regionen Nouvelle-Aquitaine i västra Frankrike. Kommunen ligger i kantonen Saint-Laurent-sur-Gorre som tillhör arrondissementet Rochechouart. År 2022 hade Saint-Auvent 969 invånare.

## Befolkningsutveckling
Antalet invånare i kommunen Saint-Auvent
| Referens: INSEE |